# 戰後臺灣歷史年表

## 年表

### 1945年－1949年
- 1945：日本戰敗，結束對台灣的統治，並將台灣交由中華民國政府接管。
- 1945：國共內戰爆發
- 1947：發生二二八事件
- 1949：推行「375減租」
- 1949：發行新台幣，取代舊台幣
- 1949：古寧頭戰役
- 1949：中華民國政府遷台

### 1950年代
- 1950：蔣中正復職中華民國總統，并于臺北市的阳明山庄对国民党官员们说：＂我们的中华民国到去年年终就随着大陆沦陷而已经灭亡了，我们今天都成了亡国之民，而还不自觉，岂不可痛＂[1]。
- 1950：國軍從西昌、雲南撤往中緬邊界，以及從海南島、舟山群島、萬山群島撤往台灣
- 1950：國軍空襲上海市
- 1950：朝鮮戰爭（1950-1953）起，美國派遣第七艦隊巡弋台灣海峽
- 1950：傅斯年逝
- 1950：國軍游擊隊在大陸起事失敗，陸續被中華人民共和國處決
- 1950：陳儀在台北被處決
- 1950：國民黨政府於二二八事件後承諾的縣市長民選終於舉行
- 1951：無黨籍台南人吳三連於1月7日以65.5%高票當選中華民國首都台北市第一屆民選市長
- 1951：泰緬孤軍反攻雲南省十多縣市後撤回緬甸
- 1951：推行「公地放領」
- 1951：日本與美國等48國簽訂《舊金山和約》，聲明放棄對台灣、澎湖的主權
- 1952：宣布《中蘇友好同盟條約》失效，向聯合國提出「控蘇案」，聯合國大會譴責蘇聯
- 1952：與日本在臺北簽訂《中華民國與日本國間和平條約》
- 1952：國軍反攻福建南日島成功，俘在島解放軍後撤退
- 1953：國軍反攻東山島失敗
- 1953：推行「耕者有其田」
- 1953：跨越濁水溪的西螺大橋通車
- 1953：宣布廢除《中蘇友好同盟條約》，不承認外蒙古的獨立
- 1954：《中美共同防禦條約》於美國華盛頓正式簽字。[2]:79
- 1954：國立政治大學在台復校
- 1954：東吳大學在台復校
- 1955：浙江大陳島軍民撤退來台
- 1955: 一江山島戰役
- 1955：孫立人事件，孫立人被迫下台，並被軟禁
- 1956：國立清華大學在台復校
- 1957：五二四事件，美國駐台北大使館遭群眾搗毀
- 1958：八二三金門炮戰
- 1958：國立交通大學在台復校
- 1959：八七水災侵襲台灣中南部地區

### 1960年代
- 1960：時任美國總統德懷特·艾森豪訪問台灣，成為唯一於任內訪問台灣的美國總統。
- 1960：《獎勵投資條例》正式實施
- 1960：中部橫貫公路通車
- 1960：修改憲法臨時條款，允許總統得以連選連任
- 1960：閻錫山逝
- 1960：雷震因「自由中國」雜誌案被判刑
- 1961：聯合國大會表决幷通過决議，接納蒙古加入聯合國，因受美國施壓，中華民國並未參加。
- 1962：第一間電視台─台灣電視公司開播
- 1962：胡適逝世
- 1963：國軍飛行員葉常棣駕U2偵察機赴大陸執行任務時，U2偵察機被解放軍擊落，葉常棣遭到解放軍俘虜
- 1964：彭明敏、謝聰敏、魏廷朝因印製「台灣人民自救宣言」被捕
- 1964：麥克亞瑟公路通車
- 1964：石門水庫峻工
- 1965：美援中止
- 1965：陳誠逝
- 1966：北部橫貫公路通車
- 1966：第一個加工出口區─高雄楠梓加工出口區設立
- 1966：白崇禧逝
- 1967：台北市升格為直轄市
- 1968：實施國民義務教育自六年延長為九年，初級中學全面改制為國民中學
- 1968：台東紅葉國小少棒隊擊敗甫獲世界少棒冠軍的日本隊
- 1968：國軍正式停止空軍進入大陸地區上空執行任務
- 1969：羅家倫逝。金龍少棒隊贏得美國威廉波特世界少棒大賽冠軍。

### 1970年代
- 1970：遭國民黨特務重重監控的臺大教授彭明敏易容潛逃至瑞典並發表〈台灣自救運動宣言〉
- 1970：江炳興與鄭金河等政治犯領導的「泰源事件」發生，五人遭處決
- 1970：行政院副院長蔣經國在美國紐約市被留美博士生黃文雄槍擊未遂
- 1971：保護釣魚臺列嶼運動開始，參見釣魚臺列嶼主權問題
- 1971：聯合國大會2758號决議通過，中華人民共和國取代中華民國成爲中國唯一合法代表
- 1972：南部橫貫公路通車
- 1972：中華民國與日本斷交
- 1973：第一次石油危機
- 1973：推展十大建設
- 1975：蔣中正逝，嚴家淦繼任中華民國總統
- 1976：林語堂逝
- 1977：桃園縣長選舉發生「中壢事件」，黨外人士許信良當選縣長
- 1978：蔣經國當選中華民國總統
- 1978：中山高速公路（國道1號，當時稱為南北高速公路）通車
- 1979：中華民國與美國斷交，美国通过《与台湾关系法》。
- 1979：中正國際機場(今桃園國際機場)啟用
- 1979：高雄市升格為直轄市
- 1979：美麗島事件，黨外選舉串聯受挫

### 1980年代
- 1980：美麗島事件參與者林義雄住家發生血案
- 1980：美國國會通過《台灣關係法》
- 1980：第一個科學園區─新竹科學工業園區設立
- 1980：莫瑞颱風為台灣造成破壞
- 1980：國立中山大學在高雄市復校
- 1981：陳文成事件
- 1984：江南案
- 1985：第十信用合作社倒閉事件
- 1986：民主進步黨成立
- 1986：李遠哲獲得諾貝爾化學獎
- 1987：三七事件（東崗慘案）
- 1987：解除戒嚴令，開放報禁、黨禁、大陸探親
- 1987：梁實秋逝
- 1988：蔣經國逝，李登輝繼任中華民國總統
- 1988：李登輝訪問新加坡
- 1989：鄭南榕自焚殉道

### 1990年代
- 1990：錢穆逝
- 1990：野百合學運，學生群集在中正紀念堂廣場反對國大代表擴權、要求進行政治改革
- 1990：李登輝當選中華民國總統
- 1990：中華職棒元年開幕戰
- 1990：南迴鐵路通車，台灣環島鐵路網完成
- 1990：身為1980年開始舉辦的台北金馬國際觀摩展與原本獨立舉辦的金馬獎整合後正式成立臺北金馬影展執行委員會，而金馬國際影展是台灣規模最大的國際影展
- 1990：907事件
- 1990：國家統一委員會成立
- 1991：通過國家統一綱領
- 1991：終止動員戡亂，廢止《動員戡亂時期臨時條款》
- 1991：國民大會全面改選，第一屆「資深」中央民代全部退職
- 1992：中華民國與南韓斷交
- 1992：中華民國與沙烏地阿拉伯斷交
- 1992：舉行第二屆立法委員選舉，實現國會全面改選。
- 1992：制定《兩岸人民關係條例》，規範兩岸人民的往來
- 1992：桃園縣平鎮市發生健康幼稚園火燒車事件
- 1992：廢止金門、馬祖戒嚴及戰地政務實驗
- 1992：金馬國際影展首次推出「同志單元」，為台灣同志運動啟蒙前期之里程碑。[3]
- 1993：新黨成立
- 1993：辜振甫、汪道涵於新加坡展開辜汪會談
- 1994：千島湖事件，臺灣旅客在千島湖被劫，其中24人被殺。
- 1994：首次臺灣省省長、直轄市臺北市和高雄市市長民選，分別由宋楚瑜、陳水扁、 吳敦義當選。
- 1995：二二八紀念碑落成，政府公開道歉
- 1995：李登輝伉儷以私人名義訪美，於康乃爾大學演說「民之所欲，長在我心」，成為中華民國（臺灣）第一位訪問美國的現任國家元首，美國國會議員和康大校方都稱呼他是台灣總統。
- 1996：第三次台灣海峽危機
- 1996：首次總統直選：李登輝、連戰當選首任民選正副總統
- 1996：賀伯颱風
- 1996：台北捷運木柵線（今文湖線木柵段）通車
- 1996：劉邦友血案發生，呂秀蓮獲補選為桃園縣縣長
- 1997：蒋纬国逝世。
- 1997：民主進步黨在縣市長選舉贏得多數縣市執政權，得票率首度在全國性選舉中超越中國國民黨
- 1997：國防部由總統李登輝主導開始正式實施精實案，中華民國國軍總兵力計畫由60萬人開始裁減至38萬人，且以中華民國陸軍與中華民國海軍陸戰隊影響最大
- 1998：中華民國與南非斷交
- 1998：第二次辜汪會談於上海市舉行
- 1998：腸病毒爆發
- 1998：精省
- 1999：921大地震
- 1999：李登輝提出兩國論

### 2000年代
- 2000：第10任總統選舉：國民黨分裂，陳水扁、呂秀蓮當選正、副總統，實現首次和平的政黨輪替，但立法院仍由國民黨為首的泛藍陣營為多數
- 2000：民進黨首次執政，國民黨籍唐飛出任行政院長
- 2000：李登輝辭去國民黨黨主席
- 2000：宋楚瑜等人成立親民黨
- 2000：謝長廷當選民進黨第九屆黨主席
- 2000：八掌溪事件
- 2000：唐飛請辭行政院長，張俊雄接任
- 2001：李國鼎逝
- 2001：小三通開始
- 2001：黃主文等人成立台灣團結聯盟
- 2001：納莉颱風重創大台北地區
- 2001：第5屆立法委員選舉：民進黨87席、國民黨68席、親民黨46席、台灣團結聯盟13席、新黨1席
- 2002：張俊雄內閣總辭，游錫堃接任行政院長
- 2002：陳水扁兼任民進黨第十屆黨主席
- 2002：陳水扁表示「台灣跟對岸中國一邊一國，要分清楚。」
- 2002：姚嘉文任考試院長
- 2002：第9屆直轄市長暨市議員選舉，台北市馬英九、高雄市謝長廷連任市長
- 2003：連戰、宋楚瑜正式協議以「連宋配」參選正副總統
- 2003：兩岸春節包機直航，分隔54年後，中華民國民航包機首次合法降落中國大陸地區
- 2003：SARS疫情爆發
- 2003：蔣宋美齡逝
- 2003：台北101開幕
- 2003：立法院通過《公民投票法》
- 2003：「廣電三法」修訂，納入「黨政軍退出媒體条款」
- 2004：國道三號福爾摩沙高速公路全線通車
- 2004：第11任總統選舉：投票前發生三一九槍擊事件，陳水扁、呂秀蓮以微弱多數當選
- 2004：連戰、宋楚瑜提出當選無效之訴及選舉無效之訴，法院進行全國性驗票
- 2004：蔣方良逝
- 2004：跆拳道選手陳詩欣在雅典奧運獲中華台北第一面金牌
- 2004：第6屆立委選舉：民進黨89席、國民黨79席、親民黨34席、台聯12席、新黨1席、無黨聯盟6席、無黨籍4席
- 2004：游錫堃內閣總辭，謝長廷接任行政院長
- 2005：兩岸春節包機直航，分隔56年後，中國大陸民航包機首次合法降落台灣
- 2005：中华人民共和国通過反分裂國家法，民進黨政府舉行三二六護台灣大遊行抗議
- 2005：連戰與宋楚瑜相繼訪問中國大陸進行和平之旅、搭橋之旅
- 2005：任務型國大代表選舉，國民大會開議後廢除，立法委員席次減半，公民投票案入憲
- 2005：馬英九當選中國國民黨主席
- 2005：高雄捷運外勞弊案
- 2005：縣市首長選舉：國民黨14席，民進黨6席，新黨1席，無黨籍1席
- 2006：謝長廷內閣總辭，蘇貞昌接任行政院長
- 2006：孫運璿逝
- 2006：國統綱領廢除
- 2006：台開案，立法院表決罷免總統案未成
- 2006：雪山隧道通車
- 2006：施明德領導「百萬人民反貪腐倒扁」運動，要求陳水扁應為國務機要費案、其親信及家人相關的諸多弊案負責，並主動下台
- 2006：國務機要費案起訴吳淑珍貪污，總統陳水扁宣佈一審有罪下台
- 2006：李安獲奧斯卡金像獎最佳導演
- 2006：第10屆直轄市長暨市議員選舉：郝龍斌當選台北市市長；陳菊當選高雄市市長；宋楚瑜宣佈退岀政壇
- 2006：王建民在美國職棒大聯盟創單季19勝紀錄
- 2006：台灣高速鐵路試營運，隔年1月5日通車
- 2007：特別費案起訴馬英九貪污，馬辭去中國國民黨主席
- 2007：吳伯雄當選中國國民黨主席
- 2007：拒絕北京奧運聖火經台北赴香港路線
- 2007：地方制度法修改，台北縣成為準直轄市
- 2007：民進黨及國民黨分別提名謝長廷、馬英九角逐總統選舉
- 2007：行政院長蘇貞昌請辭，由海基會董事長、前行政院院長張俊雄回鍋接任閣揆。
- 2007：中國國民黨17全代會通過提名馬英九、蕭萬長搭檔角逐參選2008年正副總統選舉。
- 2008：中華民國第七屆立法委員選舉暨第三案、第四案全國性公民投票：中國國民黨獲得壓倒性勝利，取得81席，民主進步黨取得27席，無黨團結聯盟3席，親民黨1席，無黨籍1席，而公投第三案、第四案皆無通過
- 2008：两岸互赠保育类动物，大熊猫“團團”與“圓圓”定居臺北。
- 2008：第12任總統副總統選舉暨第五案、第六案全國性公民投票：馬英九、蕭萬長以7,658,724票當選，得票率58.45%，謝長廷、蘇貞昌5,445,239票，得票率41.55%，而公投第5案、第6案皆無通過
- 2008：民主進步黨黨主席改選，蔡英文當選。
- 2008：聯合號海釣船事件：6月10日日籍巡邏船撞沉中華民國之海釣船「聯合號」，並將船中人員帶往日本偵訊，隔日放回船員，但將船長扣留，6月12日日本因中華民國之壓力，釋放船長。6月13日中華民國行政院長劉兆玄更向日方表示最終將以武力以解決釣魚台之爭議。
- 2008：海基會、海協會再度復談，以解決目前兩岸的窘況。而此次會談有簽署兩岸周末包機和大陸居民赴台旅遊兩項協議。
- 2009：颱風莫拉克造成八八水災。
- 2009：前總統陳水扁家庭密帳案一審宣判
- 2009：野草莓運動：中華民國警察單位對此江陳會談進行集會遊行之民眾在執行維安工作時，造成對人民的基本人權之種種侵犯，與集會遊行法對於集會自由的種種限制

### 2010年代
- 2010：立法院通過《行政院組織法》修正案，行政院所屬中央行政機關自2012年1月1日起從37個部會減為27個部會、2總處。
- 2010：海峽兩岸經濟合作架構協議（ECFA）正式簽訂。
- 2010：台北縣升格為新北市，台南縣市、高雄縣市、台中縣市分別合併升格為直轄市。
- 2011：中華民國政府與臺灣人民對東日本大震災展開援助。
- 2011：中華民國建國一百周年。
- 2011：食品安全問題事件爆發，廠商將塑化劑添加在食品中，是1980年代以来最嚴重的食品安全事件。[4]
- 2012：第13任總統副總統選舉，馬英九、吳敦義以6,891,139票當選，得票率51.60%，蔡英文、蘇嘉全6,093,578票，得票率45.63%，宋楚瑜、林瑞雄369,588票，得票率2.77%。第8屆立委選舉，國民黨64席、民進黨40席、親民黨3席、台聯3席、無黨聯盟2席、無黨籍1席。
- 2013：《臺日漁業協議》於臺北賓館簽署，兩國共享重疊專屬經濟海域的漁業資源。
- 2013：行政院身心障礙福利等部門和教育部中醫藥研究所，與衛生署合併升格衛生福利部
- 2013：臺紐經濟合作協定（ANZTEC）、臺星經濟合作協定（ASTEP）正式簽訂
- 2013：廣大興28號事件。屏東縣琉球鄉籍漁船廣大興28號在巴林坦海峽遭菲律賓公務船攻擊，造成1人死亡
- 2013：洪仲丘事件引發白衫軍運動，促成立法院三讀通過《軍事審判法》修正案
- 2014：兩岸服務貿易協議預計簽署，在立法院審查期間發生太陽花學運，其後陸續遭警方強制驅離未果。
- 2014：台灣民眾聚集凱道發起反核聲浪
- 2014：臺北捷運隨機殺人事件，為捷運首宗重大傷亡事件
- 2014：復興航空222號班機空難，於澎湖造成重大傷亡
- 2014：高雄氣爆造成重大傷亡
- 2014：直轄市長及縣市長選舉，泛綠贏得14席（包括臺北市在内的六都中的五都），泛藍只獲得8席。
- 2015：反高中課綱微調運動，其間造成20歲青年林冠華燒炭自殺以表抗議
- 2015：復興航空235號班機空難，於臺北市南港區造成重大傷亡
- 2015：中華民國總統馬英九與中華人民共和國最高領導人、中共中央總書記習近平於新加坡會面及晚宴，這也是兩岸分治幾十年來兩岸領導人第一次會晤
- 2016：第14任總統副總統選舉民進黨籍蔡英文當選總統，為台灣首位女性國家元首，完成第三次政黨輪替，民進黨也在立法院首次過半，也是立法院首次政黨輪替
- 2017：台北舉辦2017年夏季世界大學運動會[5]
- 2018：宜蘭普悠瑪列車出軌事故
- 2018：臺灣省去任務化
- 2018：直轄市長及縣市長選舉，中國國民黨贏得15席，民主進步黨只獲得6席，無黨籍1席。
- 2019：司法院釋字第七四八號解釋施行法生效，台灣成為亞洲同性婚姻合法化首例

### 2020年代
- 2020：總統選舉及立法委員選舉中，蔡英文連任總統，民進黨在立法院繼續過半。同年1月，臺灣出現武漢肺炎疫情。
- 2021：北迴線太魯閣號列車出軌，造成49人死亡和213人輕重傷。肇事人李義祥被民進黨開除黨籍。[6]
- 2022：美國眾議院議長南西·裴洛西出訪亞洲期間到訪台灣，與蔡英文總統等政治領袖會面[7][8]。隨後中國立即宣布針對臺灣附近海域進行軍事演習。
- 2024：第16任總統副總統選舉民進黨籍賴清德當選總統，但民進黨無法在立法院過半。

## 相關年表
- 史前台灣歷史年表
- 荷治台灣歷史年表
- 西治台灣歷史年表
- 明鄭台灣歷史年表
- 清治台灣歷史年表
- 日治台灣歷史年表

## 外部連結
- 戰後台灣歷史年表